# Persécution des philosophes
 (décembre 2022).
- Si vous ne connaissez pas le sujet, laissez ce bandeau (vous pouvez alors contacter les auteurs).
- Si vous supprimez le contenu mis en cause (vous pouvez préalablement contacter les auteurs),

argumentez précisément cette suppression dans la page de discussion
(un manque de référence n'est pas un argument ; une recherche réelle de référence doit avoir été effectuée, être formellement documentée).
La persécution des philosophes est l'ensemble des mesures politiques qui ont conduit à censurer, exécuter ou contraindre à l'exil des philosophes. Leo Strauss énumère dans La Persécution et l'art d'écrire les philosophes qui ont fait l'objet d'une persécution et explique les ressorts de cette réaction.

## Antiquité
Les philosophes font partie des figures martyriques de l'Antiquité. Ils sont souvent l'objet de décisions de persécution de la part du pouvoir politique ; ainsi de l'école pythagoricienne, qui est persécutée en Sicile et dont plusieurs membres sont assassinés. Sous l'Antiquité, les philosophes sont souvent persécutés non tant pour les idées qu'ils soutiennent que pour leur remise en question du consensus social qui fonde la cité dans laquelle ils vivent.
Le cas de Socrate est souvent retenu comme un cas iconique de persécution de philosophes, notamment du fait de son argumentaire lors de son procès.
Certaines écoles de pensée ont été interdites à Athènes. En 307 av. J.-C., Démétrios Poliorcète prend le pouvoir à Athènes, pour une période qui durera trois ans. La chute de Démétrios de Phalère entraîne la persécution des philosophes : les écoles de philosophie sont visées par une loi d’un certain Sophocle de Sounion interdisant aux philosophes de tenir école sans le consentement du peuple et de la Boulè, sous peine de mort. Plusieurs philosophes, dont Théophraste, s’exilent volontairement. Cette loi, défendue par Démocharès, le neveu de Démosthène, est abrogée l’année suivante à l’initiative de Philon, ancien élève d’Aristote : les philosophes reviennent à Athènes et Sophocle doit payer une amende de cinq talents.
L'Antiquité tardive voit une opposition entre les philosophes, païens, et les penseurs chrétiens.

## Renaissance

### Giordano Bruno
Giordano Bruno, frère dominicain, scientifique et philosophe, travaille sur le modèle copernicien. Il soutient que l'univers est infini et n'a pas de centre. Il est poursuivi en 1593 pour hérésie par l'Inquisition romaine. Le chef d'accusation est celui de la négation de doctrines catholiques, comme celle de la damnation éternelle ou la virginité perpétuelle de Marie. De plus, Bruno est panthéiste.
Jugé coupable, il est brûlé sur place publique à Rome en 1600. A posteriori, Bruno est considéré, notamment au XIXe siècle, comme un martyr de la science. Toutefois, les historiens montrent que Bruno n'est pas persécuté tant pour ses positions cosmologiques que pour ses positions religieuses.

### Tommaso Campanella
Tommaso Campanella, moine dominicain et philosophe italien, a été condamné à vivre confiné dans un couvent du fait de ses positions considérées comme hérétiques. Il critiquait notamment l'autorité d'Aristote. Il passe ensuite vingt-sept ans emprisonné dans un château, années durant lesquelles il écrit La Cité du Soleil.

## Époque moderne

### René Descartes et le cartésianisme
Le cartésianisme de René Descartes fait l'objet de tensions importantes en France entre 1675 et 1690,. La persécution est réelle dès lors que le cartésianisme se mélange avec le jansénisme, dont les tenants sont opposés au pouvoir royal absolu.

### Baruch Spinoza
Baruch Spinoza, philosophe juif, est excommunié (herem) par les autorités religieuses juives pour hérésie. Il questionnait notamment l'authenticité de la Bible Hébraïque ; il soutenait également des positions panthéistes. Spinoza avait fait l'objet d'une tentative de meurtre lorsque, dans une synagogue, un assaillant armé d'un couteau l'avait menacé avec un couteau en criant : « hérétique ! ». Les livres du philosophe se retrouvent à l'Index librorum prohibitorum de l’Église. En 1678, un an après sa mort, les Pays-Bas interdisent son œuvre.

### Voltaire
Voltaire doit faire face à une censure importante de ses œuvres. Après la publication de ses Lettres philosophiques, son imprimeur est arrêté, et les exemplaires du livre brûlés sur place publique car considérés comme irréligieux. Voltaire écrit ainsi qu'il était plus facile pour lui d'écrire des livres que de les publier. Dans l'Encyclopédie, il déplore la persécution de Pierre Bayle, « l'honneur de la nature humaine »,.

### Edmund Burke
Contrairement à d'autres penseurs de son temps, Edmund Burke s'oppose à l'idée selon laquelle les philosophes des Lumières ont été véritablement persécutés. En réalité, selon lui, ces penseurs avaient pour objectif d'obtenir le pouvoir ou de renverser l'ancien ordre politique des choses, et que dès lors, ce sont eux qui ont persécuté ceux qui s'opposaient à leurs idées.

### Auguste Comte
Auguste Comte soutient que la persécution des philosophes ne peut plus, dans la modernité, les tuer ou les emprisonner ; toutefois, elle peut encore les empêcher de manger.